# Spiel doch!
Spiel doch! (Eigenschreibweise: SPIEL DOCH!) ist eine seit 2015 herausgegebene, zweimal jährlich (März und September) erscheinende Publikumszeitschrift für Brett- und Kartenspiele. Neben Spielekritiken enthält sie unter anderem Porträts, Interviews mit Prominenten oder Branchen-Insidern und Tipps zu bekannten Spielen. Die Zeitschrift richtet sich, anders als das Schwestermagazin Spielbox, eher an Gelegenheitsspieler und erscheint im W. Nostheide Verlag Memmelsdorf.

## Geschichte
Die erste Ausgabe erschien im Herbst 2015 (Heft-Nr. 1/15) als – nach eigenen Angaben – einsteigerfreundlicheres Gegenstück zum älteren Schwestermagazin spielbox. Chefredakteur ist seit der ersten Ausgabe der langjährige spielbox-Mitarbeiter Udo Bartsch. Weitere Redaktionsmitglieder sind zurzeit der Spielbox-Chefredakteur Andreas Becker, Stefan Gohlisch (Neue Presse) und Karsten Grosser (Neue Osnabrücker Zeitung). 

## Auflage
Mit Stand 2021 betrug die Auflagenhöhe 22.000 Exemplare. Der Vertrieb erfolgt im Abonnement, in Spieleläden, Bahnhofs- und Flughafenkiosken sowie bei ausgewählten Spieleversendern. Ebenso kann die Spiel doch! als E-Paper bezogen werden.

## Spiel doch!
Seit 2018 veranstaltet der W. Nostheide Verlag als Herausgeber der Spiel doch! eine dreitägige Publikumsmesse für Brett- und Kartenspiele mit zahlreichen Branchengrößen als Aussteller. Die Messe fand im März 2018 und 2019 auf dem Gelände des Landschaftsparks Nord in Duisburg statt. Aufgrund der Corona-Pandemie fiel sie in den Jahren 2020 und 2021 aus. 2022 wurde die Spiel doch-Messe auf den Juli verschoben und fand in der Halle 5 der Dortmunder Westfalenhallen statt. In der dortigen Halle 4 wird sie ab 2023 jeweils am letzten Aprilwochenende durchgeführt. Künftig wird es zudem eine Spiel doch-Messe in Friedrichshafen am Bodensee geben.